# Straßenbahn im oberschlesischen Industriegebiet
Die Straßenbahn im oberschlesischen Industriegebiet wird von der Tramwaje Śląskie S.A. betrieben und bildet das Straßenbahnnetz der Stadt Katowice sowie der angrenzenden Großstädte der Oberschlesien-Zagłębie-Metropole in der Woiwodschaft Schlesien im Süden Polens. Das Straßenbahnnetz der Region gehört zu den größten der Welt. Alle Linien gehören zum kommunalen Verkehrsverbund ZTM.

## Basisdaten
Mit Stand von Juli 2014 umfasst das Liniennetz eine Gesamtlänge von 200,6 Kilometern, auf denen 30 Linien mit 357 Fahrzeugen verkehren. Außerdem gibt es aktuell fünf Betriebshöfe, nämlich in Będzin, Chorzów Batory, Bytom-Stroszek, Gliwice und Katowice-Zawodzie.

## Städte
Von der Straßenbahn werden die folgenden Städte mit gemeinsam knapp zwei Millionen Einwohnern erschlossen:
- Katowice (Kattowitz), 309.000 Einwohner
- Sosnowiec (Sosnowitz), 222.000 Einwohner
- Zabrze (Hindenburg), 189.000 Einwohner
- Bytom (Beuthen), 184.000 Einwohner
- Ruda Śląska (Ruda), 145.000 Einwohner
- Dąbrowa Górnicza (Dombrowa), 128.000 Einwohner
- Chorzów (Königshütte), 114.000 Einwohner
- Mysłowice (Myslowitz), 75.000 Einwohner
- Siemianowice Śląskie (Siemianowitz-Laurahütte), 72.000 Einwohner
- Piekary Śląskie (Deutsch Piekar), 60.000 Einwohner
- Będzin (Bendzin), 59.000 Einwohner
- Świętochłowice (Schwientochlowitz), 55.000 Einwohner
- Czeladź, 34.000 Einwohner

Zum 30. August 2009 wurde der Straßenbahnverkehr im Stadtgebiet von Gliwice, 197.000 Einwohner, eingestellt. Seit dem 1. September 2009 enden die von Zabrze kommenden Linien (gegenwärtig die Linien 1 und 4) an der Stadtgrenze an der Haltestelle Gliwice Zajezdnia und werden durch Busse ersetzt. Im Stadtgebiet sind noch an zahlreichen Stellen Gleise und Oberleitungsmasten erhalten.

## Geschichte
Die Geschichte der Schlesischen Straßenbahn begann 1894 mit dem Bau der dampfbetriebenen Überlandstraßenbahn von Gleiwitz nach Deutsch Piekar mit einer Spurweite von 785 Millimetern und einer Länge von 36,5 Kilometern. Bereits im Jahr 1898 wurde die Elektrifizierung der Bahn durchgeführt. 1912 wurde in Kattowitz die erste Strecke auf Normalspur umgespurt. Eine 1913 gebaute 9,2 km lange Strecke der Städtischen Straßenbahn Beuthen von Beuthen über Karf nach Michowitz wurde ebenfalls in Normalspur errichtet. Bis 1928 wurde das Beuthener Netz auf 18,25 km Streckenlänge ausgebaut. 1928 eröffnete auch in Sosnowitz eine Straßenbahn. Zwischen 1928 und 1936 wurden die meisten schmalspurigen Strecken im Netz auf Normalspur umgestellt, aber erst 1952 wurde die Umspurung abgeschlossen.
1922 wurde die Grenze zwischen dem Deutschen Reich und Polen neu festgelegt und zerschnitt das Ballungsgebiet und damit auch das Bahnnetz in einen deutschen West- und einen polnischen Ostteil. Die nunmehr grenzüberschreitenden Verkehre wurden nach und nach eingestellt, bis 1939, als nach der völkerrechtswidrigen Annexion Polens die bis dahin polnischen Teile Oberschlesiens wieder im Deutschen Reich lagen, nur noch wenige dieser Linien verblieben waren.
Im Zweiten Weltkrieg legten die nunmehrigen Rechtsträger diese Straßenbahnnetze zu einem Gesamtnetz mit einheitlichem Betrieb zusammen. So wurde z. B. 1940 das Nummernsystem eingeführt, das mit Änderungen bis heute besteht.
Nach der Verstaatlichung des Betriebs 1951 begann vor allem in den 1970er Jahren ein verstärkter Ausbau des Netzes, verbunden mit der Sanierung der wichtigen Altstrecken. In den 1980er Jahren wurden dann einige Teile alter Strecken stillgelegt. Ende der 1990er Jahre begann der Ausbau der Strecke von Bytom nach Katowice auf stadtbahnähnliches Niveau. Allerdings befinden sich noch immer große Teile des Streckennetzes in schlechtem Zustand.

## Aktuelle Linien
| Linie | Darstellung im Netzplan | Strecke                                                           | Halte- stellen | Städte                                            | Depot              | Nieder- flurwagen | Verkehrs- zeiten                  |
| ----- | ----------------------- | ----------------------------------------------------------------- | -------------- | ------------------------------------------------- | ------------------ | ----------------- | --------------------------------- |
| 0     |                         | Chorzów Stadion Śląski Pętla Zachodnia ↔ Katowice Plac Wolności   | 13             | Katowice                                          | Zawodzie           | 100 %             | Samstag 9:30 – 21:30              |
| 1     |                         | Gliwice Zajezdnia ↔ Chebzie Pętla                                 | 23             | Gliwice – Zabrze – Ruda Śląska                    | Gliwice            | 0 %               | 24 h                              |
| 3     |                         | Makoszowy Pętla ↔ Mikulczyce Pętla                                | 20             | Zabrze                                            | Gliwice            | 20 %              | 24 h                              |
| 4     |                         | Gliwice ↔ Zajezdnia Zaborze Pętla (↔ Ruda Klary)                  | 16 (18)        | Gliwice – Zabrze (– Ruda Śląska)                  | Gliwice            | 80 %              | 5:30 – 23:00                      |
| 5     |                         | Zaborze Pętla ↔ Bytom Plac Sikorskiego                            | 27             | Zabrze – Bytom                                    | Gliwice, Stroszek  | 33 %              | 24 h                              |
| 6     |                         | Brynów Pętla ↔ Bytom Szkoła Medyczna                              | 44             | Katowice – Chorzów – Bytom                        | Zawodzie           | 100 %             | 24 h                              |
| 7     |                         | Zawodzie Pętla ↔ Bytom Plac Sikorskiego                           | 40             | Katowice – Chorzów – Świętochłowice – Bytom       | Zawodzie, Stroszek | 55 %              | 24 h                              |
| 9     |                         | Chorzów Rynek ↔ Bytom Plac Sikorskiego                            | 34             | Chorzów – Świętochłowice – Ruda Śląska – Bytom    | Stroszek           | 12 %              | 24 h                              |
| 11    |                         | Chebzie Pętla ↔ Katowice Plac Miarki                              | 29             | Ruda Śląska – Świętochłowice – Chorzów – Katowice | Gliwice, Zawodzie  | 0 %               | 24 h                              |
| 13    |                         | Katowice Plac Wolności ↔ Siemianowice Plac Skargi                 | 12             | Katowice – Siemianowice Śląskie                   | Zawodzie           | 50 %              | 24 h                              |
| 14    |                         | Brynów Pętla ↔ Mysłowice Dworzec PKP                              | 33             | Katowice – Mysłowice                              | Zawodzie           | 0 %               | 3:55 – 1:20                       |
| 15    |                         | Katowice Plac Wolności ↔ Zagórze Pętla                            | 29             | Katowice - Sosnowiec                              | Zawodzie, Będzin   | 100 %             | 24 h                              |
| 16    |                         | Brynów Pętla ↔ Wełnowiec Plac Alfreda                             | 18             | Katowice – Siemianowice Śląskie                   | Zawodzie           | 75 %              | 24 h                              |
| 17    |                         | Chorzów Rynek ↔ Chebzie Pętla                                     | 24             | Chorzów – Świętochłowice – Ruda Śląska            | Gliwice            | 0 %               | 3:00 – 1:25                       |
| 19    |                         | Katowice Plac Wolności ↔ Stroszek Zajezdnia                       | 43             | Katowice – Chorzów – Bytom                        | Zawodzie, Stroszek | 29 %              | 3:25 – 0:35                       |
| 20    |                         | Chorzów Rynek ↔ Szopienice Pętla                                  | 36             | Chorzów – Katowice                                | Zawodzie           | 30 %              | 24 h                              |
| 21    |                         | Tworzeń Huta Katowice ↔ Milowice Pętla                            | 43             | Dąbrowa Górnicza – Będzin – Sosnowiec             | Będzin             | 25 %              | 24 h                              |
| 22    |                         | Czeladź Kombatantów ↔ Tworzeń Huta Katowice                       | 27             | Czeladź – Będzin – Dąbrowa Górnicza               | Będzin             | 0 %               | 2:40 – 1:15                       |
| 23    |                         | Chorzów Stadion Śląski Pętla Zachodnia ↔ Zawodzie Zajezdnia       | 24             | Katowice                                          | Zawodzie           | 0 %               | Sonn- und Feiertage 10:05 – 20:40 |
| 24    |                         | Konstantynów Okrzei ↔ Sosnowiec Dworzec PKP                       | 27             | Sosnowiec                                         | Będzin             | 0 %               | 4:45 – 23:50                      |
| 26    |                         | Mysłowice Dworzec PKP ↔ Milowice Pętla                            | 28             | Sosnowiec – Mysłowice                             | Będzin             | 0 %               | 24 h                              |
| 27    |                         | Pogoń Akademiki ↔ Kazimierz Górniczy Pętla                        | 28             | Sosnowiec – Będzin                                | Będzin             | 0 %               | 24 h                              |
| 28    |                         | Osiedle Zamkowe Pętla ↔ Gołonóg Podstacja Pętla                   | 20             | Będzin – Dąbrowa Górnicza                         | Będzin             | 0 %               | 4:50 – 20:35                      |
| 30    |                         | Bytom Plac Sikorskiego ↔ Biskupice Pętla                          | 13             | Bytom – Zabrze                                    | Stroszek           | 0 %               | 2:55 – 18:40                      |
| 33    |                         | Chorzów Stadion Śląski Pętla Zachodnia ↔ Koszutka Słoneczna Pętla | 13             | Chorzów – Katowice                                | Zawodzie           | 100 %             | 8:05 – 21:00                      |
| 36    |                         | Brynów Pętla ↔ Zawodzie Pętla                                     | 18             | Katowice                                          | Zawodzie           | 20 %              | 4:00 – 22:30                      |
| 38    |                         | Bytom Powstańców Śląskich ↔ Bytom Kościół św. Trójcy              | 5              | Bytom                                             | Stroszek           | 0 %               | 5:05 – 19:55                      |
| 43    |                         | Koszutka Słoneczna Pętla ↔ Chorzów Batory Zajezdnia               | 17             | Katowice – Chorzów                                | Zawodzie           | 57 %              | 4:25 – 23:30                      |
| 49    |                         | Bytom Plac Sikorskiego ↔ Stroszek Zajezdnia                       | 16             | Bytom                                             | Stroszek           | 0 %               | 4:10 – 0:25                       |

## Fuhrpark

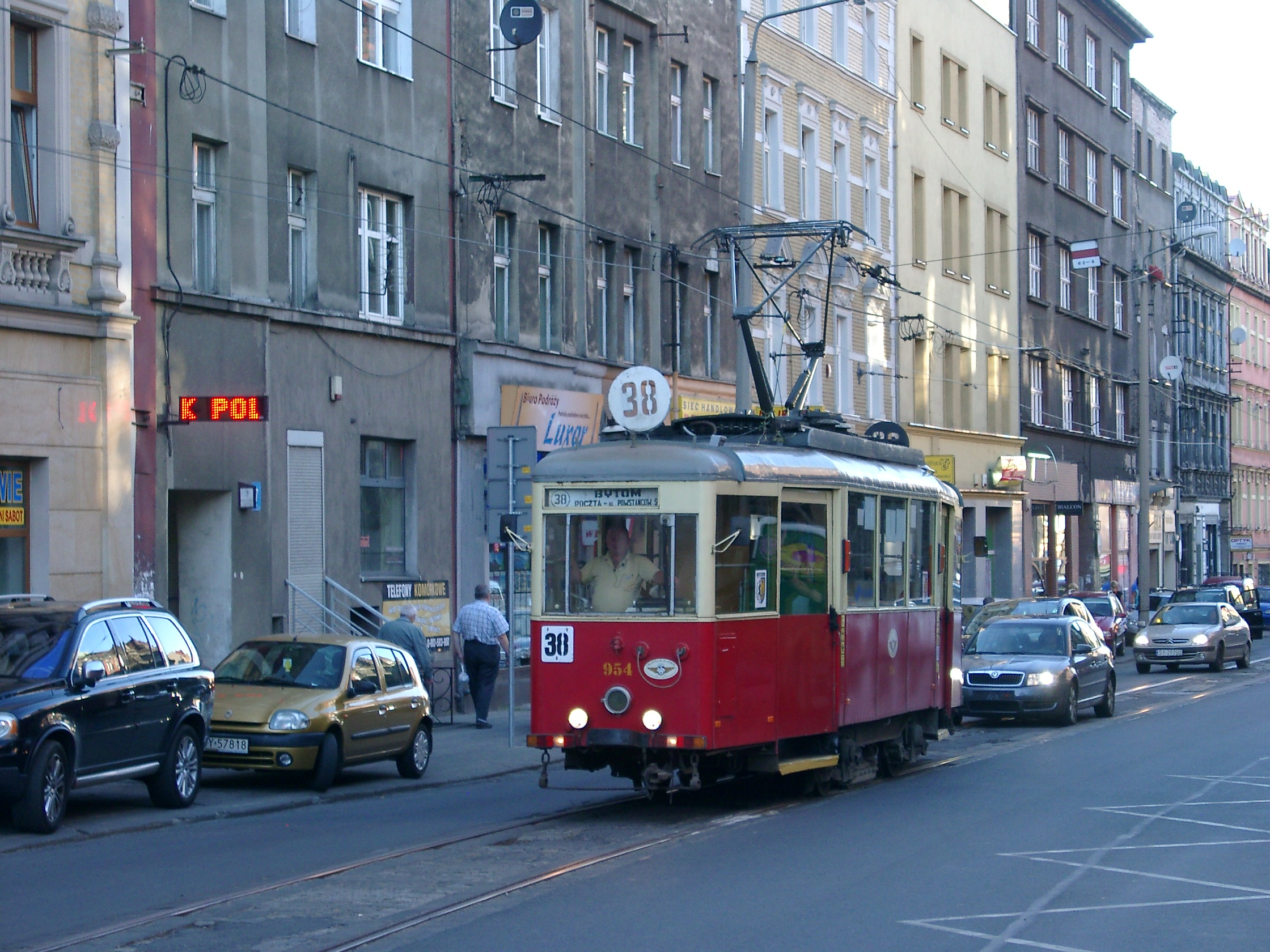
Linie 38 im Jahr 2013

Einen großen Anteil des Einsatzbestands bilden 152 Triebwagen des polnischen Typs Konstal 105Na in verschiedenen Varianten, die zwischen 1973 und 1992 gebaut und teilweise später modernisiert wurden. Für die Stadtbahnstrecke wurden 2000/2001 die ersten Niederflurwagen beschafft. Außerdem wurden gebraucht 25 E1 aus Wien und 15 Pt aus Frankfurt am Main übernommen. Die E1 sind seit dem 21. März 2021 jedoch nicht mehr im Einsatz, wohingegen einige Pt ab 2016 umgebaut und modernisiert wurden. Auf der Linie 38 in Bytom kamen bis Juni 2020 noch zwei Kriegsstraßenbahnwagen zum Einsatz, welche nun nur noch am Wochenende sowie bei Fahrzeugmangel zum Einsatz kommen. Ab 2013 folgte die Beschaffung weiterer Niederflurwagen der Plattformen Pesa Twist und Modertrans Moderus Beta mit teilweise allerdings nur geringem Niederfluranteil.
| Nummern   | Anzahl | Hersteller | Typ                      | Name   | Charakteristik                                   | Baujahre  | in Oberschlesien seit | Modernisierung | Bemerkung                                          |
| --------- | ------ | ---------- | ------------------------ | ------ | ------------------------------------------------ | --------- | --------------------- | -------------- | -------------------------------------------------- |
| 338       | 1      | Konstal    | 105N                     |        | Einrichtungswagen Hochflurwagen                  | 1975      | 1975                  |                |                                                    |
| 254…791   | 45     | Konstal    | 105Na                    |        | Einrichtungswagen Hochflurwagen                  | 1974–1992 | 1974–1992             |                | teilweise ursprünglich 105N                        |
| 374…790   | 31     | Konstal    | 105N-2K                  |        | Einrichtungswagen Hochflurwagen                  |           |                       | 2000–2014      | modernisierte 105Na                                |
| 617…785   | 75     | Konstal    | Moderus Alfa             |        | Einrichtungswagen Hochflurwagen                  |           |                       | 2012–2014      | modernisierte 105Na                                |
| 341…613   | 6      | Konstal    | 111N                     |        | Unechte Zweirichtungswagen Hochflurwagen         | 1993      | 1993                  |                | zum Einsatz in Doppeltraktion als Zweirichtungszug |
| 800–816   | 17     | Alstom     | 116Nd / Citadis 100      | Karlik | Einrichtungswagen Niederflurwagen                | 2001      | 2001                  |                |                                                    |
| 900…914   | 5      | Duewag     | Pt                       |        | Zweirichtungswagen Hochflurwagen                 | 1972–1973 | 2010–2012             |                | übernommen von der Straßenbahn Frankfurt am Main   |
| 902…913   | 10     | Duewag     | Ptm                      |        | Einrichtungswagen mit geringem Niederfluranteil  | 1972–1973 | 2010–2012             | ab 2016        | übernommen von der Straßenbahn Frankfurt am Main   |
| 820–849   | 30     | Pesa       | 2012N Twist              |        | Einrichtungswagen Niederflurwagen                | 2013–2014 | 2013–2014             |                |                                                    |
| 850–861   | 12     | Modertrans | Moderus Beta MF 16 AC BD |        | Zweirichtungswagen mit geringem Niederfluranteil | 2015      | 2015                  |                |                                                    |
| 1001–1013 | 13     | Modertrans | Moderus Beta MF 10 AC    | Kasia  | Einrichtungswagen Niederflurwagen                | 2020      | 2020                  |                |                                                    |
| 1018–1020 | 3      | Modertrans | Moderus Beta MF 11 AC BD |        | Zweirichtungswagen Niederflurwagen               | 2020–2021 | 2020–2021             |                |                                                    |
| 871–878   | 8      | Pesa       | 2012N-10 Twist           |        | Einrichtungswagen Niederflurwagen                | 2020–2021 | 2020–2021             |                |                                                    |
| 1021–1052 | 32     | Pesa       | 2017N Twist              | Gwarek | Einrichtungswagen Niederflurwagen                | 2020–2021 | 2020–2021             |                |                                                    |

Anfang Februar 2025 wurden insgesamt 50 weitere Fahrzeuge der Hersteller Pesa und Modertrans bestellt. Modertrans soll bis Mitte 2026 zehn weitere ungefähr 15 Meter lange Zweirichtungswagen ähnlich den Moderus Beta MF 11 AC BD liefern. Bei den von Pesa bis Mitte 2027 zu liefernden Fahrzeugen handelt es sich um ungefähr 25 Meter lange, dreiteilige Gelenkwagen ähnlich dem 2017N Twist, davon 30 als Ein- und zehn als Zweirichtungswagen.

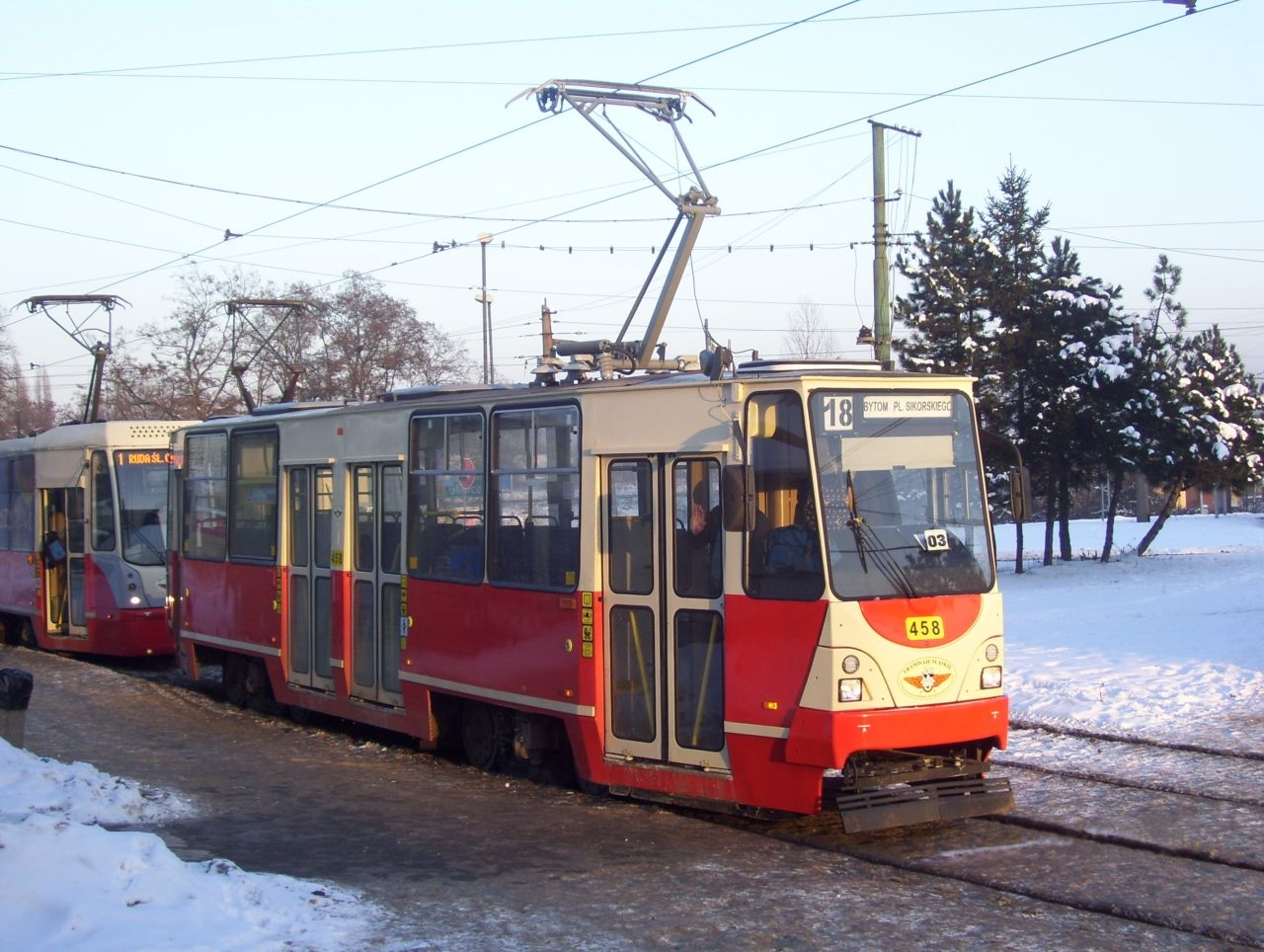
Konstal 105Na (modernisiert)
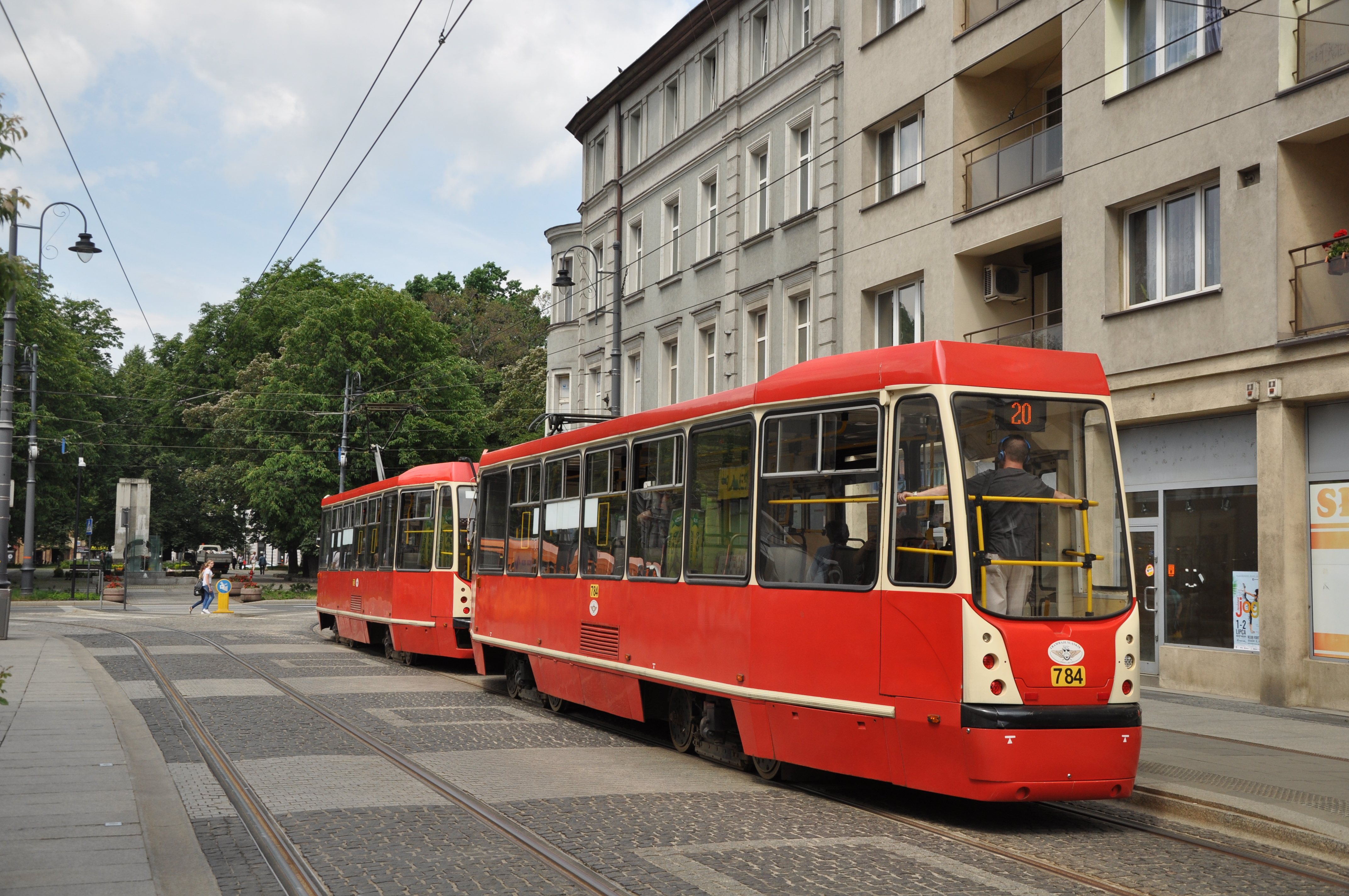
Konstal 105N-2K
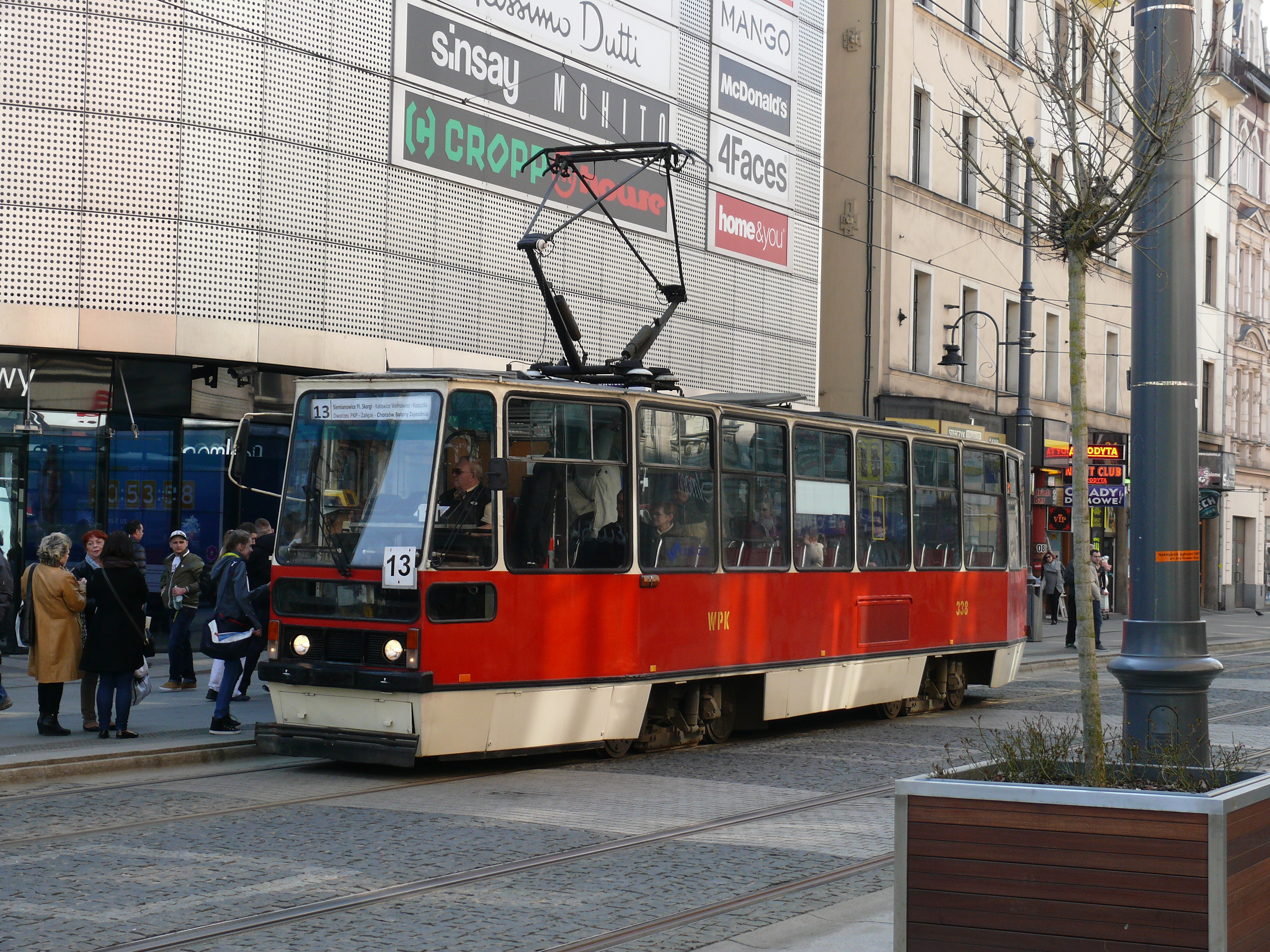
Konstal 105N (zum ursprünglichen Zustand umgebaut)
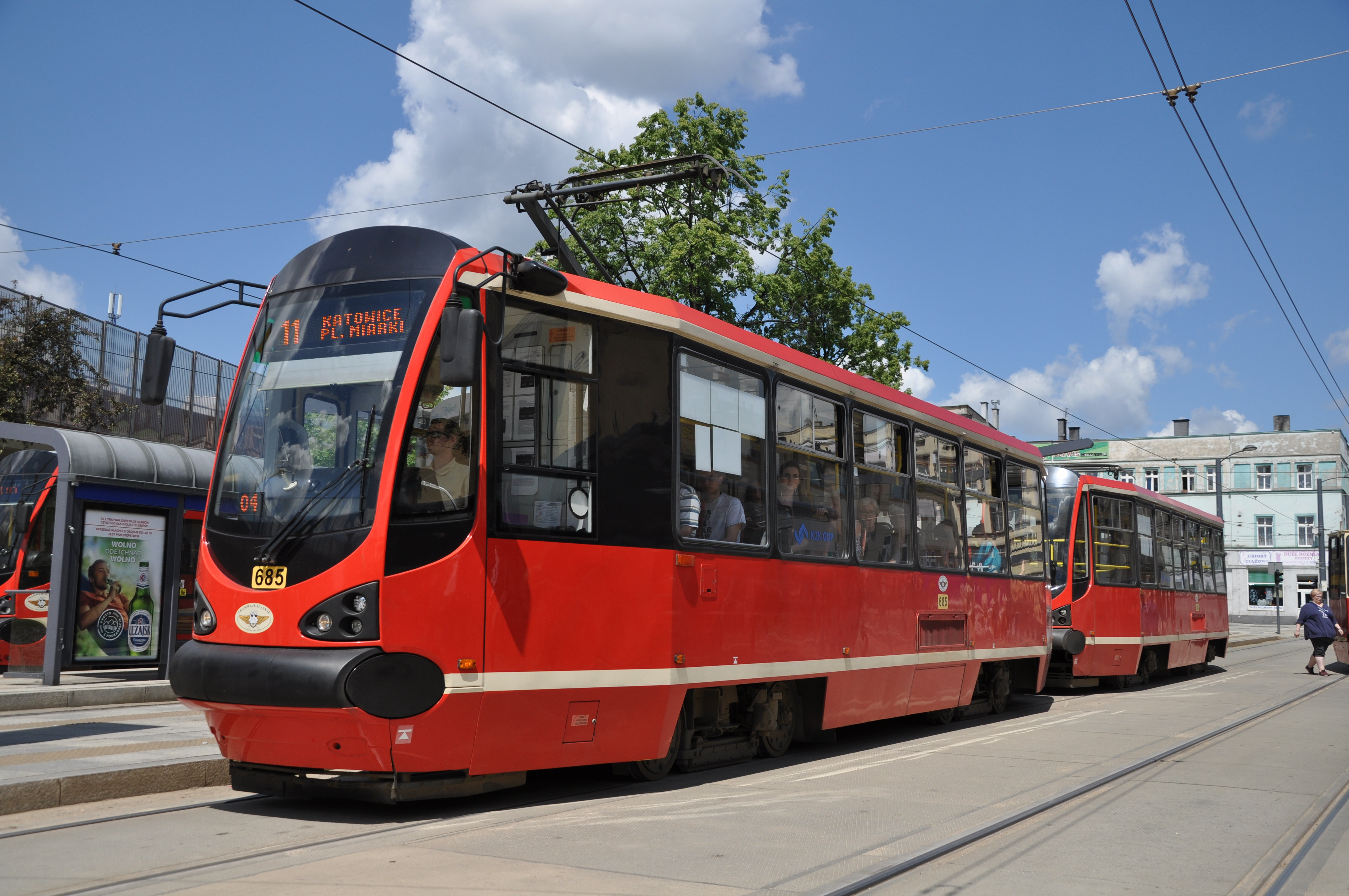
Moderus Alfa
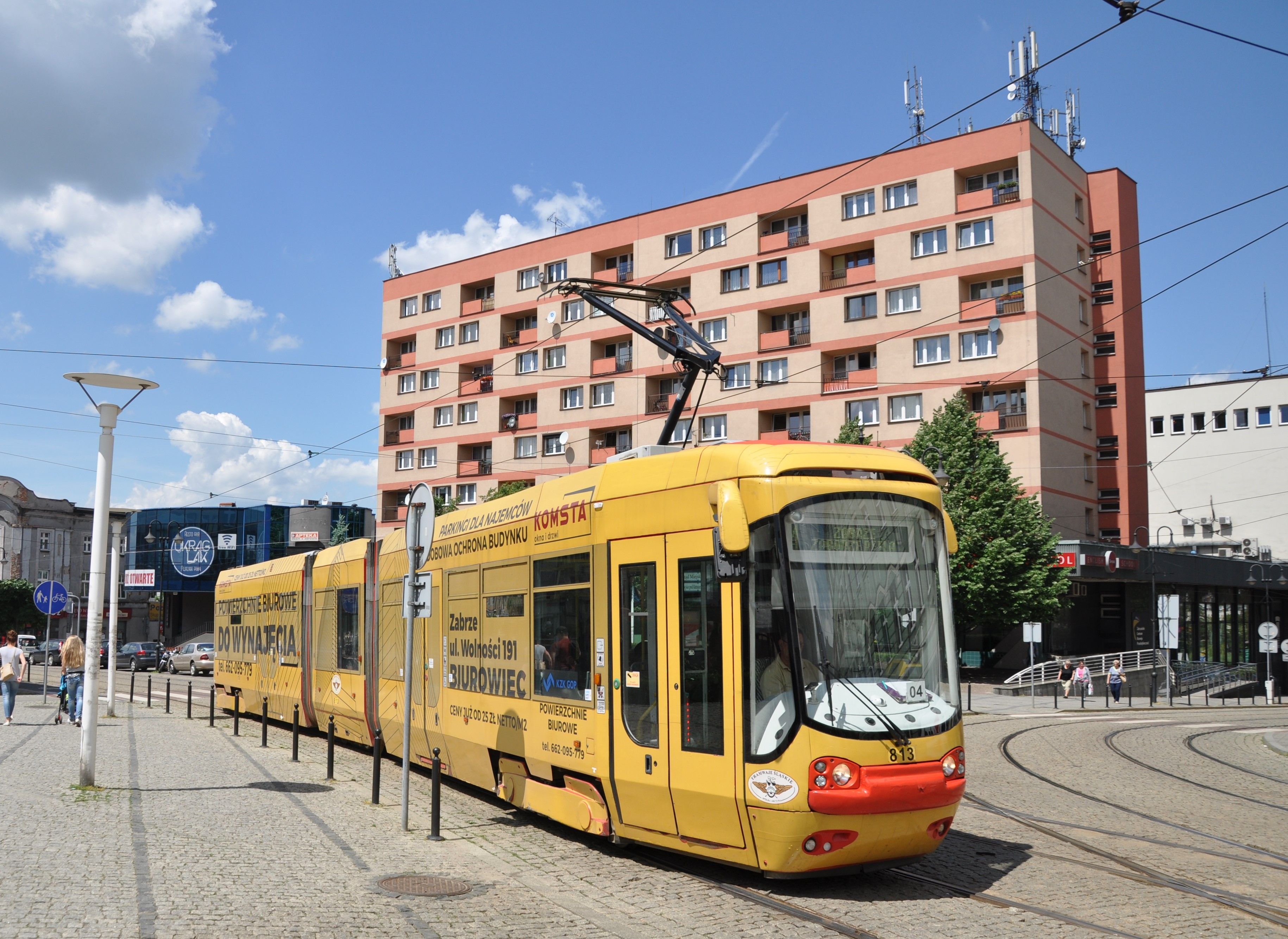
116Nd / Citadis 100
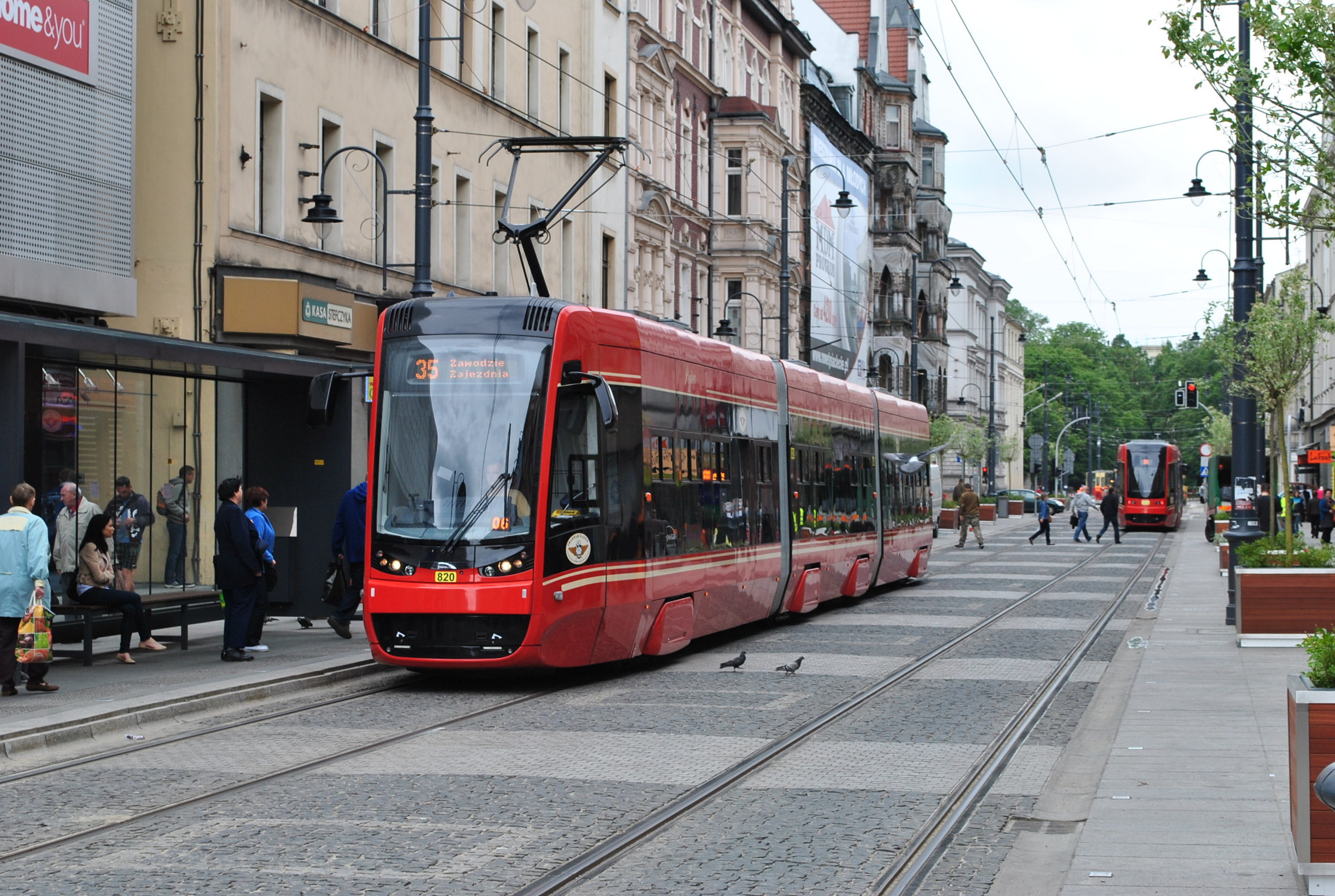
2012N Twist
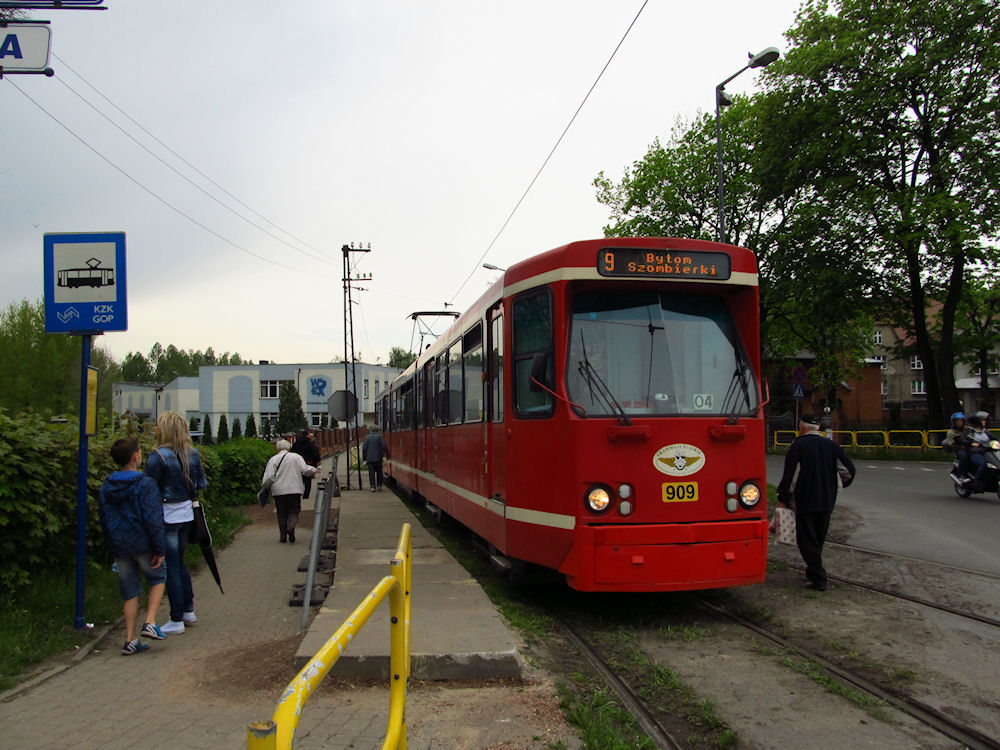
Pt
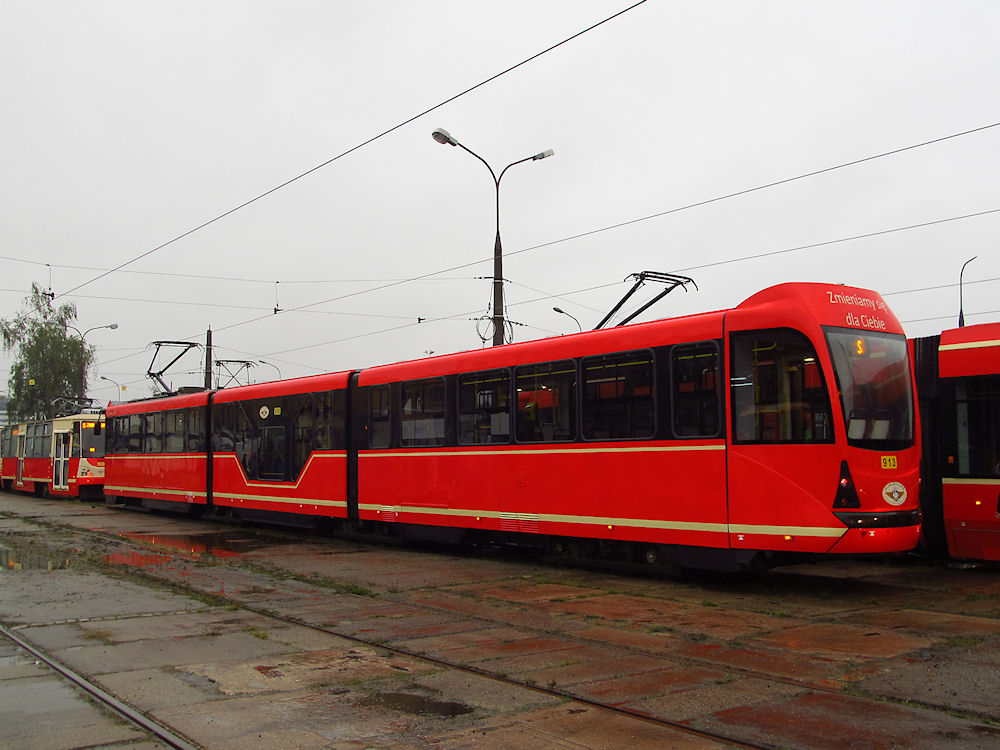
Ptm
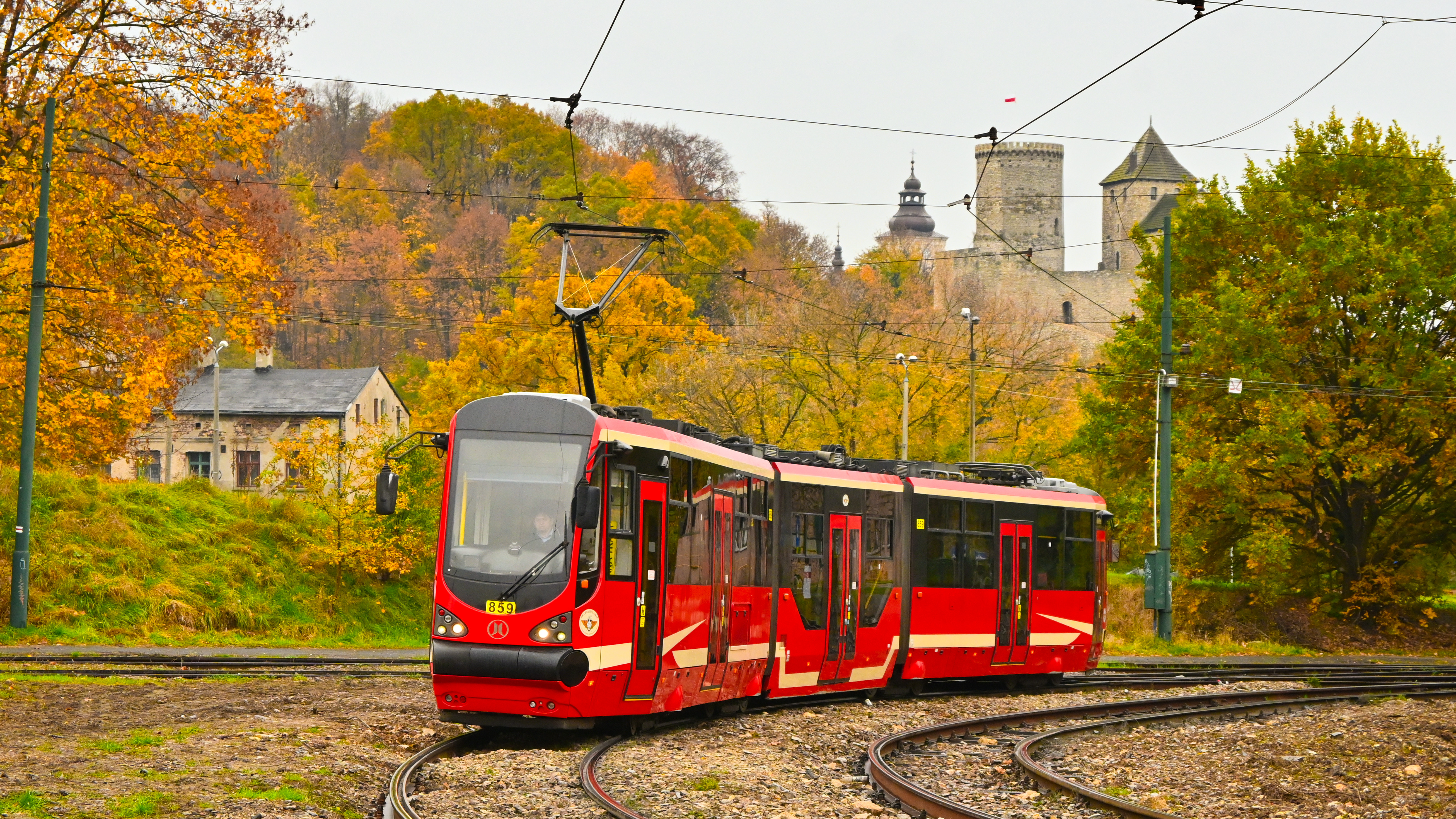
Moderus Beta MF 16 AC BD
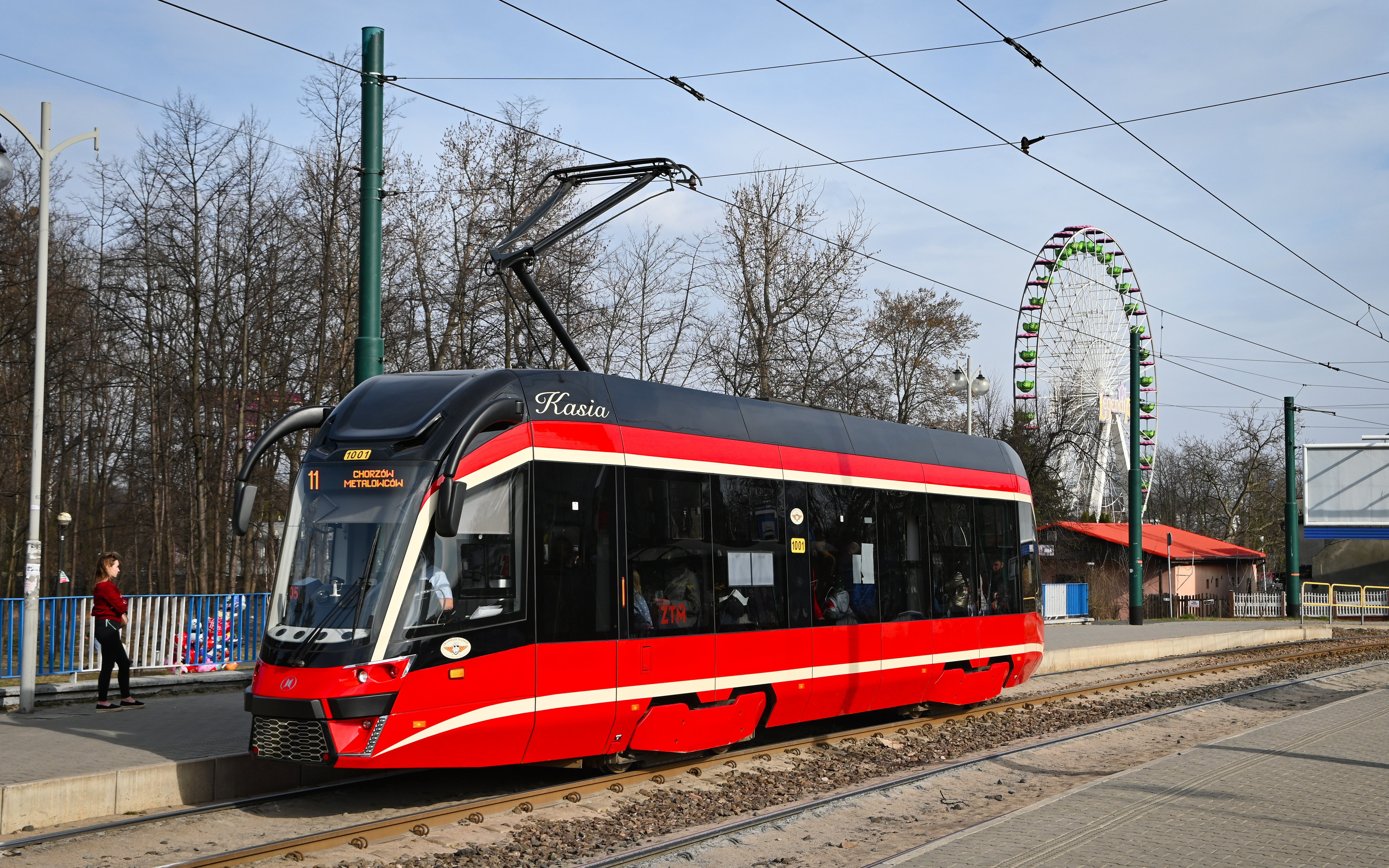
Moderus Beta MF 10 AC
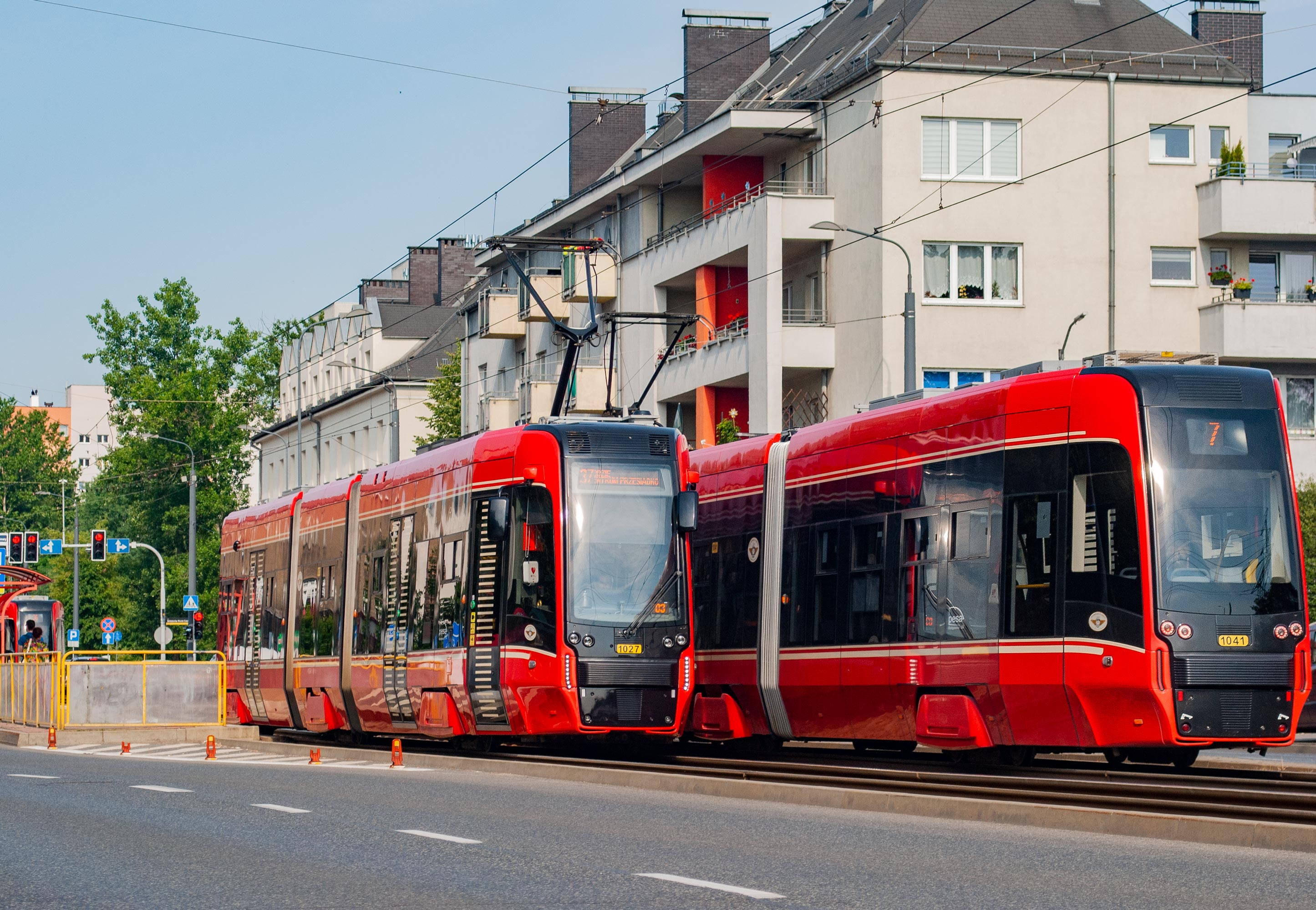
2017N Twist
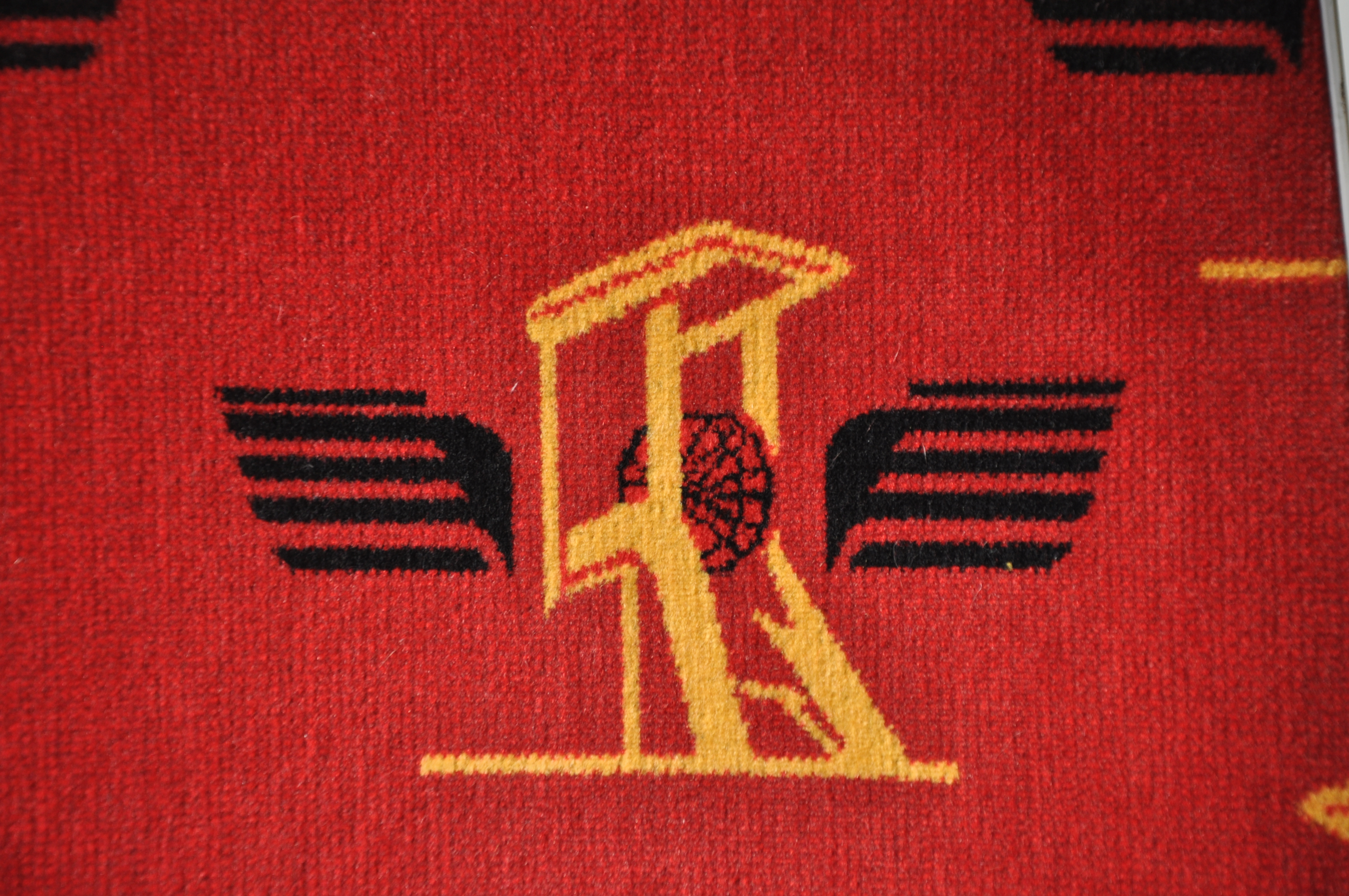
Sitzpolster mit stilisiertem Förderturm und Flügelrad